# Ольга Ильинская
Ольга Сергеевна Ильинская — героиня романа И. А. Гончарова «Обломов». Молодая, полная жизни девушка, которая становится возлюбленной главного героя романа Ильи Ильича Обломова, а затем и женой его друга Андрея Штольца.

## Образ героини
Ольга является весьма молодой двадцатилетней дворянкой с небольшим родовым имением. Она — сирота, которую воспитывает тетка. Внешности её в романе уделено довольно много строк. Она высока и стройна, статна и артистически игрива. Автор не оценивает её как красавицу по принятым канонам красоты того времени, и в то же время сравнивает её с божеством и называет очень хорошенькой.
```
"Она – божество, с этим милым лепетом, с этим изящным, беленьким личиком, тонкой нежной шеей"
[
1
]
.
```

Если бы мы увидели её портрет, то он был бы таким: голова на тонкой шее слегка наклонена вперед, лицо её обрамляют мелкие светлые кудряшки, а волосы заплетены в косу, которая спускается по груди с одной стороны; на беленьком личике выделяются лишь серо-голубые глаза, обрамленные пушистыми ресницами и подчеркнутые выразительными бровями, нос образовывает ровную линию, а губы — тонкая линия. Всё в её внешности гармонично, потому прекрасно.
В её движениях тоже прослеживается гармония: её походка легка и грациозна. Её можно назвать простой и искренней: речь её не изобилует умными словами, да и в общении она не хитрит и не обманывает, в ней нет кокетства и скрытого умысла.
«…Как бы то ни было, но в редкой девице встретишь такую простоту и естественную свободу взгляда, слова, поступка…»
Она весьма умна, но не на показ, её мысли и взгляды необычны, живое воображение сочетается с живостью внешней. Она прекрасно играет на фортепьяно и красиво поет, любит театр и чтение. При всей своей женственности, она упорна и настойчива. Всё выходит у неё естественно. С Андреем Штольцем их объединяет весьма говорящая характеристика: «…они как будто сговорились торопиться жить!»

## Отношения Ольги с Обломовым
Отношение Ольги и Ильи Обломова — притяжение противоположностей. В их описании схожа лишь наивность, только у Ольги в силу возраста, а у Обломова — воспитания; да доброта. Ольга будто послана, чтобы разбудить главного героя. Душевная тонкость героев подчеркивается тем, что знакомство и зарождение чувств происходит под прекрасное музыкальное произведение, которое исполняет Ольга.
Но в их отношениях Ольга скорее выступает учителем, наставником, двигателем, несмотря на пол и юный возраст. М. А. Алексеева подчеркивает магичность её взгляда, а точнее власть этого взгляда над Обломовым:
```
"Взгляд Ольги неотрывно, как кажется, прикован к Обломову. Во время визита в театр Обломов обнаруживает, что Ольга смотрит на него даже в бинокль. Этот взгляд может быть добрым и казнящим, но всегда неизменно внимателен и строг. Ольге кажется, что она читает движения души Обломова, она наслаждается властью над ним, наслаждается тем, что может поставить его в тупик. Ольге нравится видеть Обломова буквально у свои ног"
[
4
]
.
```

Такие полюсные Ольга и Илья Обломов обречены на то, чтоб разойтись в стороны. В. И. Одиноков подчеркивает то, что Обломову нужно перейти бездну, чтобы обрести счастье с Ольгой: «Он смутно понимал, что она Ольга выросла и чуть ли не выше его, что отныне нет возврата к детской доверчивости, что перед ними Рубикон и утраченное счастье уже на другом берегу: надо перешагнуть».
Т. Б. Зайцева и С. В. Рудакова видят обреченность их отношений в другом: «Со стороны Ольги — себялюбивый, тщеславный расчет, головное чувство. Со стороны Обломова — наивная сердечность и искренность. Талант эмпатии, которым щедро наделен Обломов, рождает в нём подлинное сострадание к другому человеку, на что, по-видимому, не способна Ольга, занятая только своими мыслями, ощущениями, чувствами, стремлениями. Не потому ли она отвергает Обломова, что ей недоступно равновеликое чувство?»

## Мнения критиков
Современные исследователи романа, подчеркивают амбивалентность гончаровской героини, который обнаруживается в чертах искусительницы и рациональной интеллектуалки, которая в стремлении идти в ногу с прогрессом, пренебрегает семейными ценностями.
М. А. Алексеева основным приемом изображения психологического состояния Ольги видит «точное описание её жестов, мимики, взгляда. Её наивность и неопытность весьма трогательны, искреннее желание понять свою душу и душу другого человека естественно. Процесс познания души Ольга превращает в игру, которая ей очень нравится».

## Фильмография
В фильме «Несколько дней из жизни И. И. Обломова» 1979 года Ольгу Ильинскую играет Елена Яковлевна Соловей.